# Euxoa asiaeminoris
Euxoa asiaeminoris är en fjärilsart som beskrevs av Embrik Strand 1921. Euxoa asiaeminoris ingår i släktet Euxoa och familjen nattflyn. Inga underarter finns listade i Catalogue of Life.